# I Put a Spell on You
I Put a Spell on You (в превод: Правя ти магия) е песен от 1956 г., написана от Скримин Джей Хокинс. Записът е включен в списъка на 500-те песни на Залата на славата на рокендрола, за изпълнители, които оформят рокендрола. Селекцията се превъръща в класическа култова песен, обхваната от различни изпълнители и е най-големият му търговски успех, според съобщенията надхвърлящ милион копия в продажбите. По-късно много музиканти записват кавър версии, включително Кридънс Клиъруотър Ривайвал, Нина Симон и Мерилин Менсън.

## Оригинална версия
Първоначално Хокинс е планирал да запише I Put a Spell on You в стила на любовна блус балада. Въпреки това, в бъдеще, според Хокинс, „продуцентът е напил целия екип и ние записахме тази съдбоносна версия. Дори не си спомням процеса на запис. Преди това бях просто обикновен блус певец, Джей Хокинс. Тогава разбрах, че мога да правя по-разрушителни песни и да крещя до смърт.“
Някои източници твърдят, че първият, по-тих запис на I Put a Spell on You е направен преди 1956 г., но няма доказателства за това. Предполагаемият запис на Grand label от 1949 г. е малко вероятен – самият лейбъл е формиран по-късно, а музикалната кариера на Хокинс започва само няколко години по-късно.
Сингълът I Speleon You бързо придобива популярност, въпреки че е забранен от някои магазини и радиостанции. По-мека версия (изключени са „канибалските“ викове) удари Топ 40, последвана от добре познат рокендрол – DJ Alan Freed (от Alan The Freed) вклюва песента в своя Rock and Roll Review.
Дотогава Хокинс е блус музикант, доста емоционален, но без дивата скандалност, която открива. Фрид предложи да се възползва от „лудия“ звук на I Put a Spell on You, допълвайки го с подходящ сценичен образ – по време на изпълнението Хокинс се издига от ковчега в дим и огън а по-късно изображението е допълнено от зъби, стърчащи от носа на Хокинс, фойерверки и пушещ череп на име Хенри се появяват в шоуто. Това изпълнение е едно от първите в стила на „шок рок“ и има големи последователи, включително Dr. Джон, Алис Купър, Крещящият Лорд Сач, Уорън Зевън, Артър Браун, Блек Сабат, Тед Нуджънт, Джордж Клинтън, Сътрудниците от Бътхол, Крампите и Мерилин Менсън.

## Кавър версии
Десетки кавъри са записани за песента I Put a Spell on You. Един от най-известните е записът на Нина Симон в нейния едноименен албум от 1965 г. Освен нея, изпълнителите са:
Алън Прайс,
Анджелина Джордан,
Ани Ленъкс,
Бони Тайлър,
Брайън Фери (18-а позиция в класациите на Великобритания 1993),
Бъди Гай и Карлос Сантана,
Кридънс Клиъруотър Ривайвал,
Гару,
Джеф Бек,
Джими Барнс,
Джо Кокър,
Жулиен Доре,
Манфред Ман,
Мерилин Менсън,
Куин Латифа,
Рей Чарлз,
Енимълс,
Ху и Ван Морисън,
Тим Къри.
Джос Стоун,
Дейвид Гилмор,
Джо Кокър

## В популярната култура
Версии на различни изпълнители звучат в много анимационни и игрални филми (Hocus Pocus, Natural Born Killers, Lost Highway, The Sixth Sense, The the quickie, The Ballad of Jack and Rose, Elvira – Lady of Darkness , Stranger Than Paradise, Симпсъните, „Пирати от силиконовата долина“, „Сен Лоран. Стилът съм аз“, „50 нюанса сиво“ и др.), Телевизионен сериал Свръхестествено (поредица „Лов на вещици“), поредицата „Американски богове“ 6 серия, „Аз съм зомби“ (сезон 2, серия 7 „Abra-Trupabra“), рекламаи (Pringles и Levi's). Песента е използвана за озвучаване на изпълненията на фигуристи и телевизионни програми.